# Concorde (pera)
Concorde (en España conocida como 'Concordia') es el nombre de una variedad cultivar de pera europea Pyrus communis. Esta pera fue conseguida en 1968 en el instituto de investigación de East Malling Research Kent en Inglaterra (Reino Unido), especializado en frutas y propagación mediante clonación para la producción agrícola. Fue obtenida por el cruce de 'Conference' × 'Doyenné du Comice'.  Similar a 'Conference', pero las frutas tienen un mejor acabado de piel con menos "russeting". Las frutas tienen un sabor dulce y aromático.

## Sinonimia
- "Concordia" en España,
- "Concorde" en Francia.[4]

## Historia
El Concorde se desarrolló en la East Malling Research Station (Estación de Investigación East Malling) en Kent. Mediante el cruce de Parental-Madre 'Conference' con el polen de Parental-Padre 'Doyenné du Comice'. Después de la polinización artificial que se completó en 1968, se han desarrollado una serie de variedades candidatas y la variedad 'Concorde' fue seleccionado como la mejor en 1977. Fue lanzado comercialmente en 1994. Se recibieron el Award of Garden Merit (Premio de Mérito Jardín) de la Royal Horticultural Society (Sociedad Hortícola Real) en 1993.
La pera 'Concorde' está cultivada en diversos bancos de germoplasma de cultivos vivos tales como en National Fruit Collection con el número de accesión: 1986-021 y nombre de accesión: 'Concorde'.

## Características
El peral de la variedad 'Concorde' tiene un vigor medio; floración 14 de abril con floración del 10%, el 17 de abril una floración completa (80%), y para el 28 de abril tiene una caída de pétalos del 90%; tubo del cáliz grande, en embudo con conducto estrecho de longitud media.
'Concorde' tiene una talla de fruto de mediano a grande; forma piriforme, con un peso promedio de 173,00 g; con nervaduras fuertes; epidermis con color de fondo amarillo, con un sobre color rosa, importancia del sobre color muy bajo, y patrón del sobre color chapa / moteado, presentando un rubor rojo que cubre las dos cuartas partes de la superficie, las lenticelas blanquecinas son abundantes, aunque apenas visibles en el lado sombreado, "russeting" (pardeamiento áspero superficial que presentan algunas variedades) bajo / medio (1-50%); cáliz medio y abierto, ubicado en una cuenca de profundidad media; pedúnculo de una longitud de corto-medio, con un ángulo oblicuo, con una curva muy débil, y un grosor medio-grueso; carne de color blanco crema. Es suculenta y se derrite en la boca.
El "russeting" (pardeamiento áspero superficial que presentan algunas variedades), es más o menos importante dependiendo de las condiciones climáticas.
Su tiempo de recogida de cosecha se inicia a finales de septiembre. Se mantiene bien durante dos meses en cámara frigorífica.

### Recogida
Se practica del 20 de septiembre al 10 de octubre, con diferencias debido a situaciones más o menos nórdicas.

## Cultivo
Esta variedad de pera es conocida por su fruta media a grande que se puede disfrutar hasta enero si se mantiene fría en una cámara frigorífica o en una bodega ventilada. Encontramos este peral en casi todas partes en Francia gracias a su fácil adaptación, pero encuentra un lugar privilegiado en un terreno no demasiado calizo, soleado, rico y fresco. Es un árbol frutal particularmente resistente, especialmente frente a la costra de sarna.
Para injertar los perales, uno puede usar como portainjerto un membrillo de Provenza.
La producción se verá favorecida por la presencia de variedades polinizadoras como las peras 'Bartlett', 'Beth', 'Fondante d'Automne', 'Gorham', 'Louise Bonne of Jersey', 'Merton Pride', 'Packham's Triumph', y 'Winter Nelis'.